# Vincenc Bradáč
Vincenc Bradáč, uváděn též jako Čeněk Bradáč (3. dubna 1815 Komárov – 9. února 1874 Praha), byl český římskokatolický kněz, odborník na církevní hudbu, básník a politik, na přelomu 60. a 70. let 19. století poslanec Českého zemského sněmu.

## Biografie
Pocházel z Komárova na Hořovicku. Jeho otec zde byl mlynářem. Vystudoval pražské malostranské gymnázium, akademické gymnázium na Starém Městě a teologickou fakultu Karlo-Ferdinandovy univerzity. Roku 1838 byl vysvěcen na kněze. Působil jako kaplan v Bříství a v Uhříněvsi a jako farář ve Stříbrné Skalici, Krutech a Skramníkách. V období let 1855–1860 byl vikářem a okresním školním dozorcem na Černokostelecku. Od roku 1860 byl sídelním kanovníkem Metropolitní kapituly u sv. Víta v Praze, kde také po deset let působil jako kazatel. Zasedal rovněž ve sboru obecních starších města Prahy.
V 60. letech 19. století se zapojil i do zemské politiky. V zemských volbách v Čechách v lednu 1867 byl zvolen v městské kurii (volební obvod Praha-Hradčany) do Českého zemského sněmu. Mandát obhájil za týž obvod i v krátce poté konaných zemských volbách v březnu 1867.
V srpnu 1868 patřil mezi 81 signatářů státoprávní deklarace českých poslanců, v níž česká politická reprezentace odmítla centralistické směřování státu a hájila české státní právo. Čeští politici tehdy praktikovali politiku pasivní rezistence, kdy bojkotovali zemský sněm. Pro absenci byli zbavováni mandátů a opět manifestačně voleni v doplňovacích volbách. Bradáč takto byl zbaven mandátu pro absenci v září 1868 a zvolen znovu v září 1869. Mandát zde obhájil také v řádných zemských volbách v roce 1870 a zemských volbách v roce 1872. V doplňovacích volbách v říjnu 1873 v jeho obvodu byl do sněmu zvolen Adolf Skopec. Politicky patřil k Národní straně (staročeské). Podepsal státoprávní deklaraci českých poslanců.
Podporoval rozvoj chrámového zpěvu, sám psal duchovní písně a antifony. Je autorem obsáhlého Svatojanského kancionálu z let 1863–1864 a dalších knih a muzikologických studií. Zemřel v únoru 1874 a byl pohřben na Malostranském hřbitově v Praze na Smíchově.